# Ga Samseong
Ga Samseong (World Trade Center Seoul) (Tiếng Hàn: 삼성(무역센터)역, Hanja: 三成(貿易센터)驛) là một ga trên Tàu điện ngầm Seoul tuyến số 2. Nó nằm ở ngã tư Teheran-ro và Yeongdong-daero. Một số tòa nhà nổi tiếng gần nhà ga bao gồm Trung tâm Thương mại Thế giới Seoul, Trung tâm mua sắm COEX, trụ sở Công ty Điện lực Hàn Quốc (KEPCO), .... Do lo ngại về an ninh, nhà ga đã bị đóng cửa trong thời gian diễn ra Hội nghị thượng đỉnh G20 năm 2010 và Hội nghị thượng đỉnh về an ninh hạt nhân năm 2012, vì ga này được kết nối trực tiếp với COEX.
Lượng khách của nhà ga này rất cao, luôn đứng trong top 5 ga tàu điện ngầm được sử dụng nhiều nhất ở Hàn Quốc.
Mặc dù tên của nhà ga này có chung cách phát âm với Tập đoàn Samsung, nhưng Hanja của Samsung (三星) và Samseong (三成) là khác nhau, vì vậy không có mối liên hệ nào giữa chúng.

## Lịch sử
- 9 tháng 12 năm 1982: Tên ga được quyết định là Ga Samseong[5]
- 23 tháng 12 năm 1982: Bắt đầu kinh doanh với việc khai trương đoạn Liên hợp thể thao ~ Đại học Giáo dục Quốc gia Seoul
- 2006: Lắp đặt cửa chắn sân ga.
- 12 tháng 11 năm 2010: Tàu đi qua không dừng lại do Hội nghị thượng đỉnh G20 Seoul 2010.
- 26 tháng 3 năm 2012 -  18 giờ ngày 27 tháng 3 năm 2012: Do Hội nghị thượng đỉnh An ninh hạt nhân 2012, nhà ga đã bị đi qua mà không dừng lại.

## Bố trí ga
| Liên hợp thể thao ↑      |
| Vòng trong Vòng ngoài \| |
| ↓ Seolleung              |

| Vòng ngoài | ●Tuyến 2 | ← Hướng đi Jamsil · Đại học Konkuk · Seongsu · Tòa thị chính |
| Vòng trong | ●Tuyến 2 | → Hướng đi Seolleung · Gangnam · Sadang · Sindorim →         |

## Xung quanh nhà ga
- Glass Tower
- Freak Up Studio
- Trung tâm thương mại Starfield COEX
  - Hiệu sách Youngpoong COEX
  - Megabox COEX
  - Trung tâm Hội nghị COEX Seoul (COEX)
  - Chicor Starfield COEX
- Lotte Duty Free
- Sở cảnh sát Gangnam Seoul
- Trạm cứu hỏa Gangnam Seoul
- Cơ quan quản lý giao thông đường bộ Trung tâm kiểm tra giấy phép lái xe Gangnam
- Trường trung học cơ sở Daemyung
- Đại sứ quán Nga
- Trung tâm chuyển giao phức hợp Yeongdong-daero (dự kiến vào năm 2023)[6]
- Chùa Bongeunsa
- Inter Park
- Trung tâm phúc lợi hành chính Samseong 1-dong
- Kakao M
- KeyEast
- Tòa nhà Samsung Medison
- Tòa nhà Samtan
- Trung tâm Y tế Seoul Chi nhánh Gangnam
- Tòa nhà SeAH Venture Tower
- ASEM Tower
- Khách sạn Park Hyatt Seoul
- Grand InterContinental Seoul Parnas
- highbrow
- Điện lực miền Nam Hàn Quốc
- Ngân hàng Phát triển Hàn Quốc
- Điện lực miền Trung Hàn Quốc
- Trung tâm thương mại thế giới Seoul
- Tổng công ty Đất đai và Nhà ở Hàn Quốc Chi nhánh Seoul
- Trường trung học Whimoon
- Nhà ga sân bay thành phố Hàn Quốc (CATL)
- Chi nhánh TTTM Hyundai Department Store
- Trung tâm kinh doanh toàn cầu của Hyundai Motor (đang xây dựng)
- Tòa nhà văn phòng KT&G Seoul
- ● Tàu điện ngầm Seoul tuyến 7: Hướng ga Cheongdam
- ● Tàu điện ngầm Seoul tuyến 9: Hướng ga Bongeunsa

## Thay đổi hành khách
| Năm                                        | Số lượng hành khách (người) | Ghi chú |
| ------------------------------------------ | --------------------------- | ------- |
| 1994                                       | 119,216                     |         |
| 1995                                       | 116,615                     |         |
| 1996                                       | 123,948                     |         |
| 1997                                       | 123,782                     |         |
| 1998                                       | 114,314                     |         |
| 1999                                       | —                           |         |
| 2000                                       | 141,335                     |         |
| 2001                                       | 154,187                     |         |
| 2002                                       | 153,710                     |         |
| 2003                                       | 154,883                     |         |
| 2004                                       | 154,349                     |         |
| 2005                                       | 151,414                     |         |
| 2006                                       | 149,598                     |         |
| 2007                                       | 148,140                     |         |
| 2008                                       | 145,598                     |         |
| 2009                                       | 143,691                     |         |
| 2010                                       | 143,091                     |         |
| 2011                                       | 143,675                     |         |
| 2012                                       | 138,099                     |         |
| 2013                                       | 128,295                     |         |
| 2014                                       | 122,198                     |         |
| 2015                                       | 120,070                     |         |
| 2016                                       | 114,414                     |         |
| 2017                                       | 113,986                     |         |
| 2018                                       | 119,572                     |         |
| 2019                                       | 121,184                     |         |
| 2020                                       | 81,818                      |         |
| 2021                                       | 79,786                      |         |
| 2022                                       | 92,440                      |         |
| 2023                                       | 102,951                     |         |
| Nguồn                                      |                             |         |
| : Phòng dữ liệu Tổng công ty Vận tải Seoul |                             |         |

## Hình ảnh

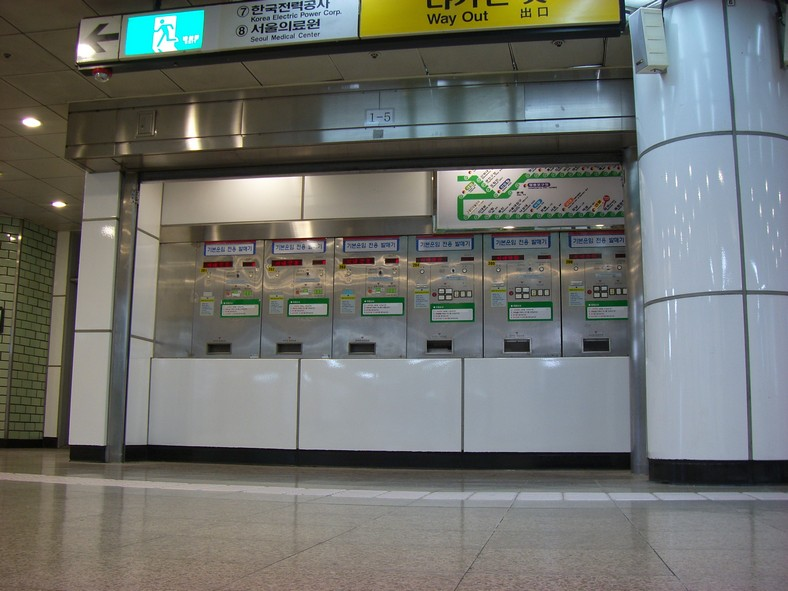
Ga Samseong 1
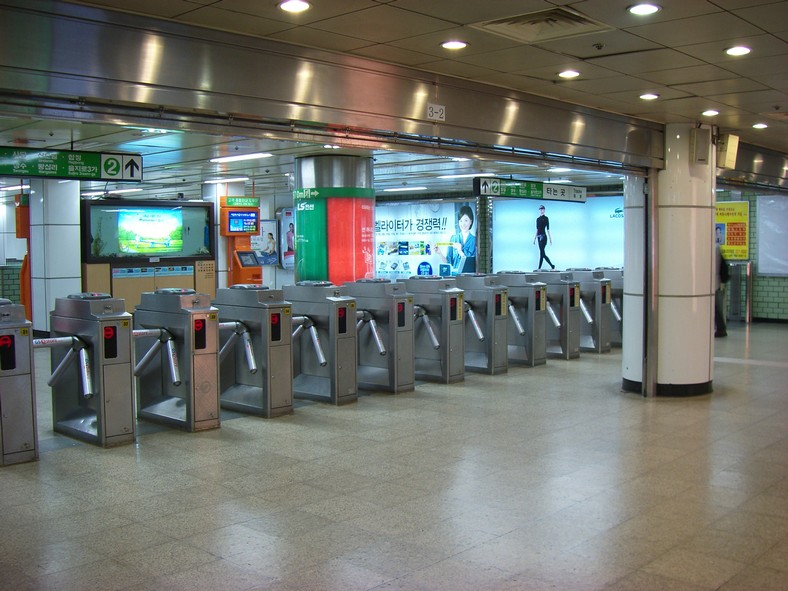
Ga Samseong 2
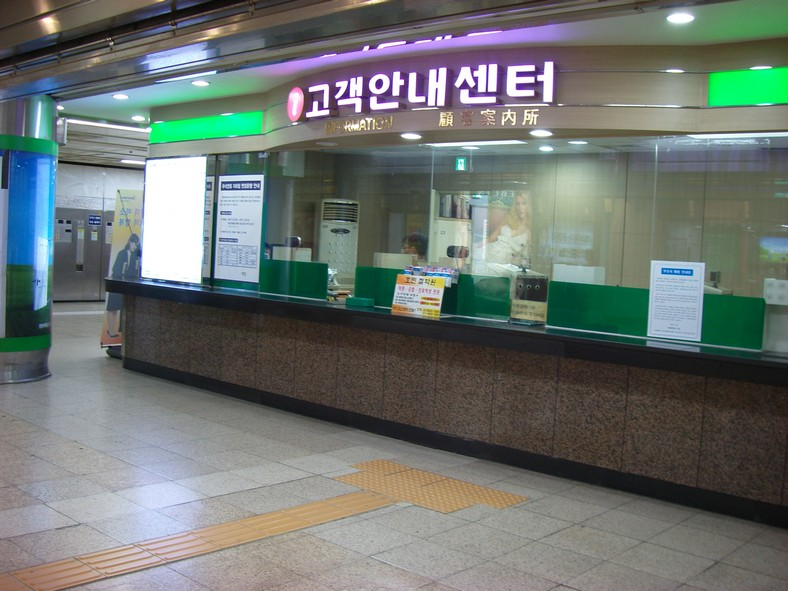
Ga Samseong 3
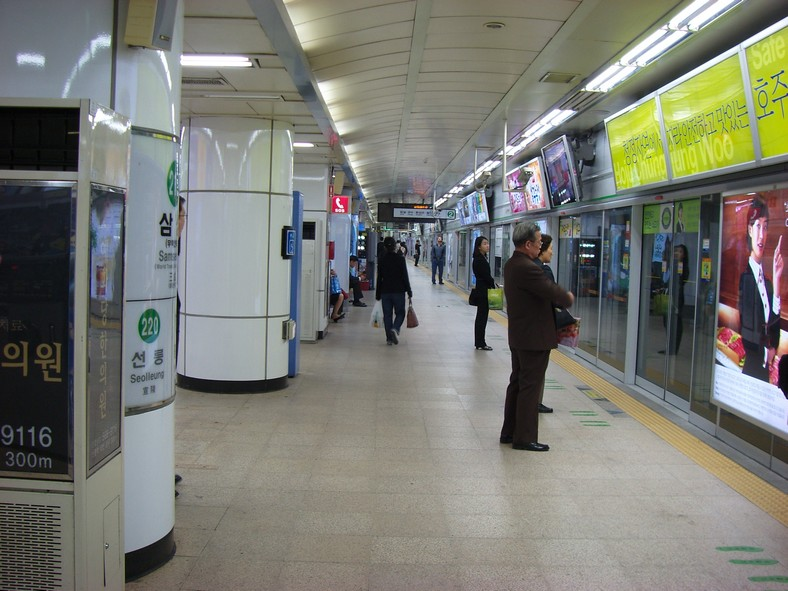
Ga Samseong 4
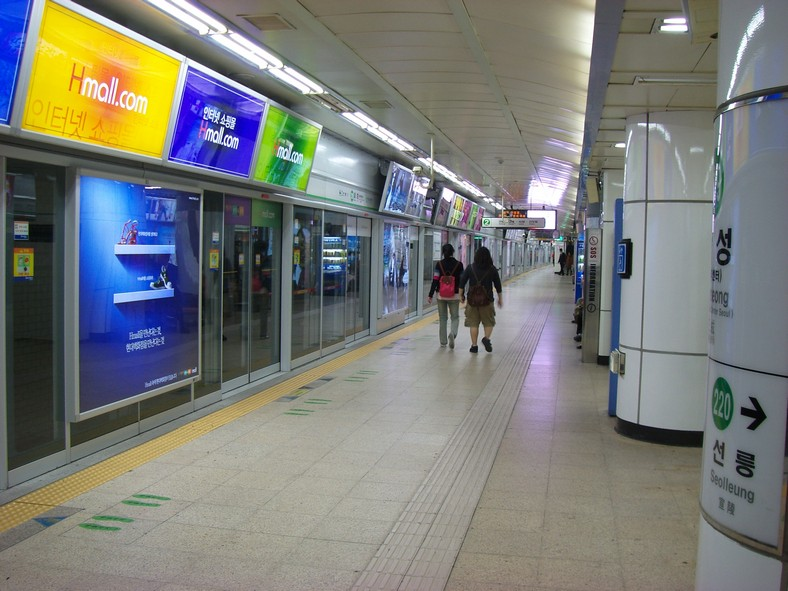
Ga Samseong 5